# Гузенбург
Гузенбург (нім. Gusenburg) — громада в Німеччині, розташована в землі Рейнланд-Пфальц. Входить до складу району Трір-Саарбург. Складова частина об'єднання громад Гермескайль.
Площа — 7,36 км2. Населення становить 1149 ос. (станом на 31 грудня 2020).

## Галерея

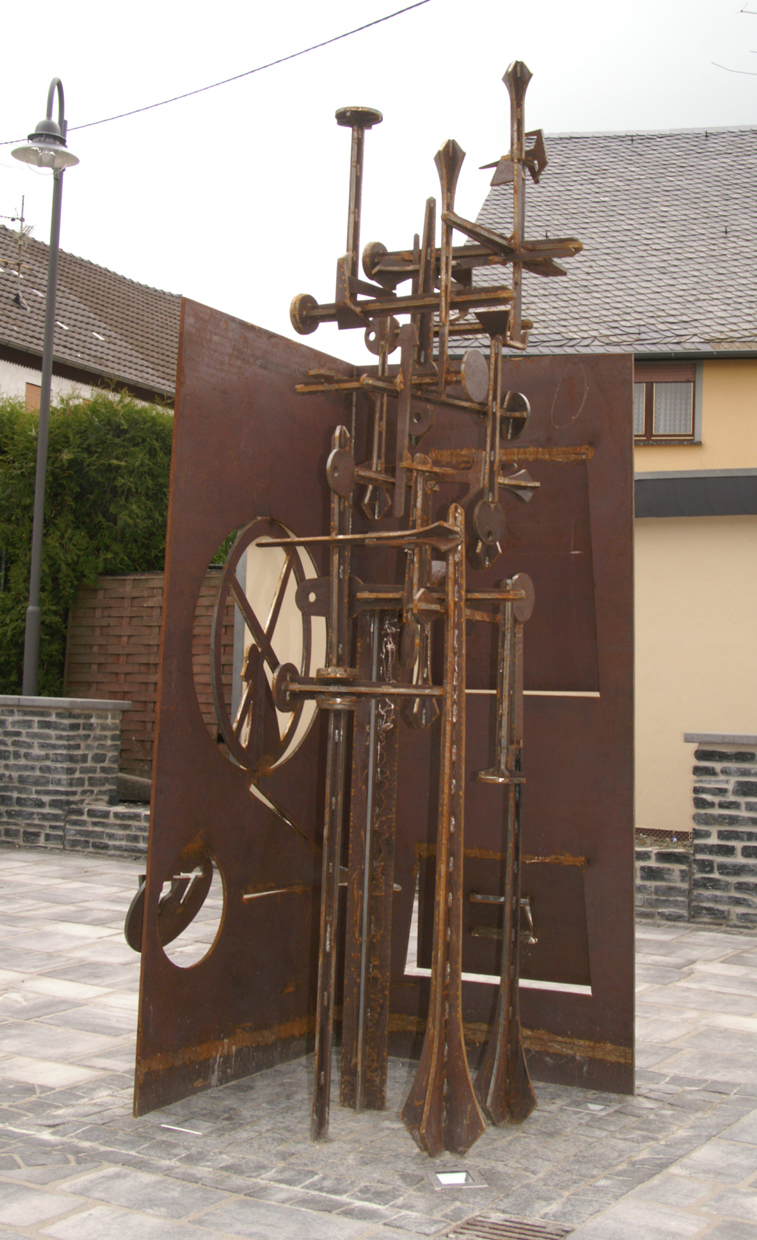